# Gruppo del Monte Settepani
Il Gruppo del Monte Settepani è un massiccio montuoso delle Prealpi Liguri, delle quali rappresenta la parte più orientale. Si trova in Liguria e prende il nome dal Monte Settepani.

## Caratteristiche

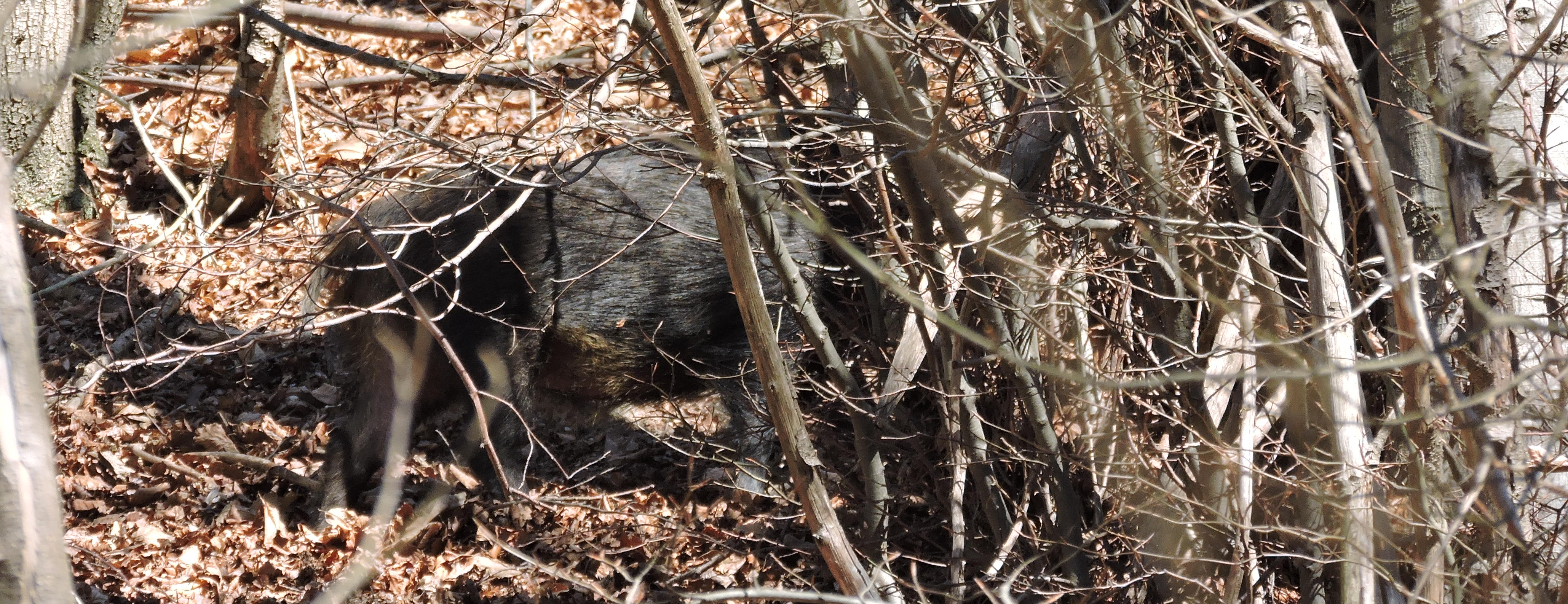
Un cinghiale nei boschi di Ronco di Maglio

Il gruppo si sviluppa a cavallo dello spartiacque della Val Bormida e le valli tributarie del Mar Ligure. Si tratta del primo gruppo alpino che si incontra venendo dall'Appennino.
I suoi confini sono rappresentati a nord-ovest dal Colle del Melogno, che lo separa da un altro gruppo delle Prealpi Liguri, quello del Monte Carmo e dal corso del Bormida di Millesimo. Il confine settentrionale è costituito, dopo il Colle di Cadibona, dal torrente Lavanestro. A sud-est il gruppo è delimitato dalla costa del Mar Ligure tra Savona e Pietra Ligure, mentre infine il limite sud-occidentale è costituito dal torrente Maremola.
Vari studiosi considerano la zona del Monte Settepani come il vero confine botanico tra le Alpi e gli Appennini.

## Classificazione
La SOIUSA definisce il Gruppo del Monte Settepani come un gruppo alpino e vi attribuisce la seguente classificazione:
- Grande parte = Alpi Occidentali
- Grande settore = Alpi Sud-occidentali
- Sezione = Alpi Liguri
- Sottosezione = Prealpi Liguri
- Supergruppo = Catena Settepani-Carmo-Armetta
- Gruppo = Gruppo del Monte Settepani
- Codice =  I/A-1.I-A.1

## Suddivisione
Il gruppo è a sua volta diviso in quattro sottogruppi:
- Costiera Bric Quoggia-Monte Alto o Gruppo del Monte Settepani in senso stretto  (a),
- Costiera del Monte Settepani  o Displuvio Bormida di Pállare - Bormida di Millesimo (b),
- Costiera Bric dei Pinei-Rocca Roluta  o Displuvio Bormida di Pállare - Bormida di Mállare (c),
- Costiera del Bric Gettina  o Displuvio Porra - Marémola (d).

La Sella della Madonna della Neve divide la Costiera Bric Quoggia-Monte Alto dalla Costiera del Monte Settepani, il lato sud del Bric dei Pinei divide la Costiera del Monte Settepani dalla Costiera Bric dei Pinei-Rocca Roluta e la Sella Macciò divide la Costiera del Bric Gettina dalla Costiera del Monte Settepani.

## Montagne principali

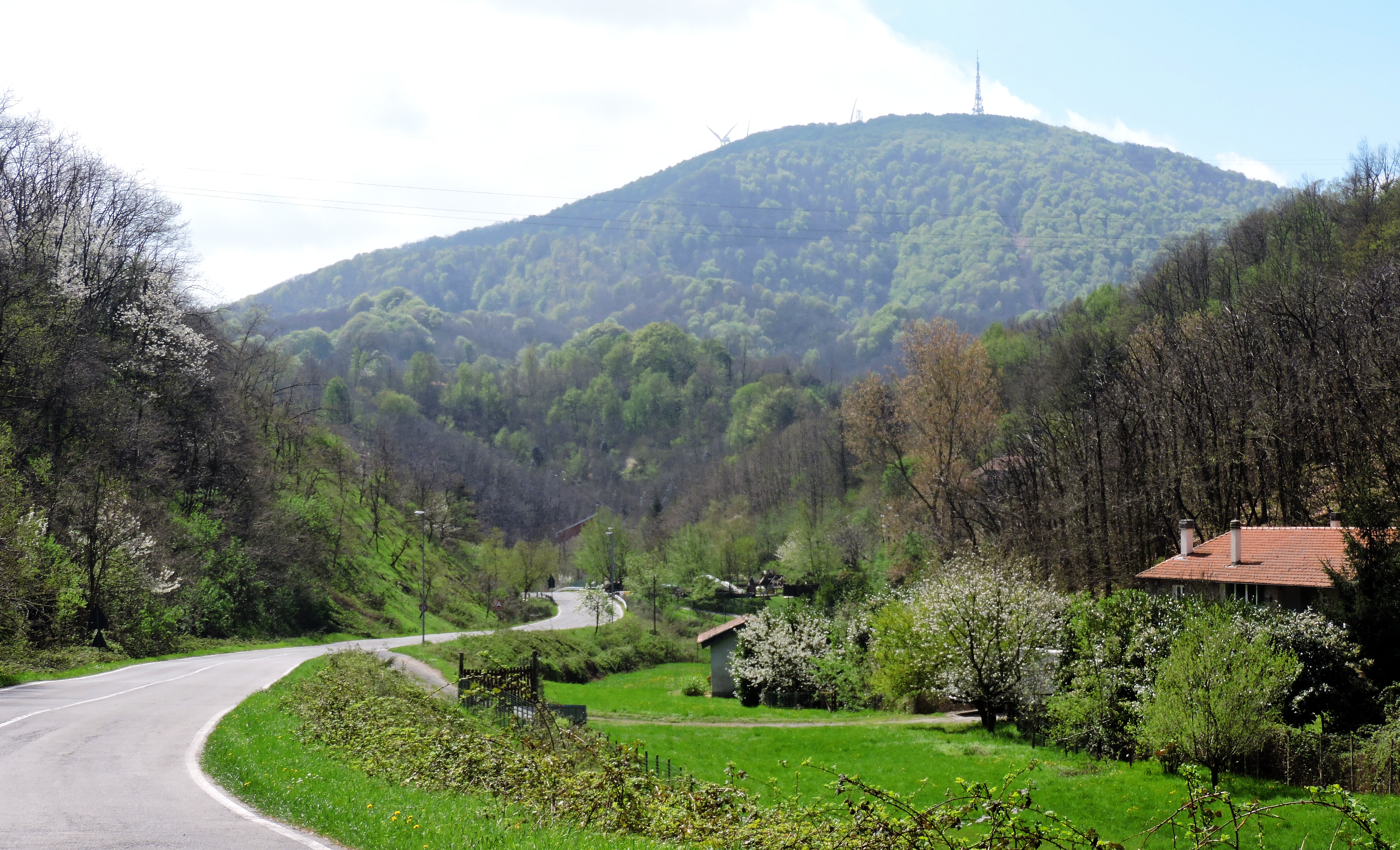
Monte Burot, il più orientale del gruppo

- Monte Settepani (1386 m),
- Ronco di Maglio (1108 m),
- Bric Quoggia (1043 m),
- Bric Gettina (1025 m),
- Monte Camulera (1024 m),
- Monte Alto (954 m),
- Bric della Croce (911 m),
- Monte Baraccone (819 m),
- Monte Burot (745 m).

## Valichi principali

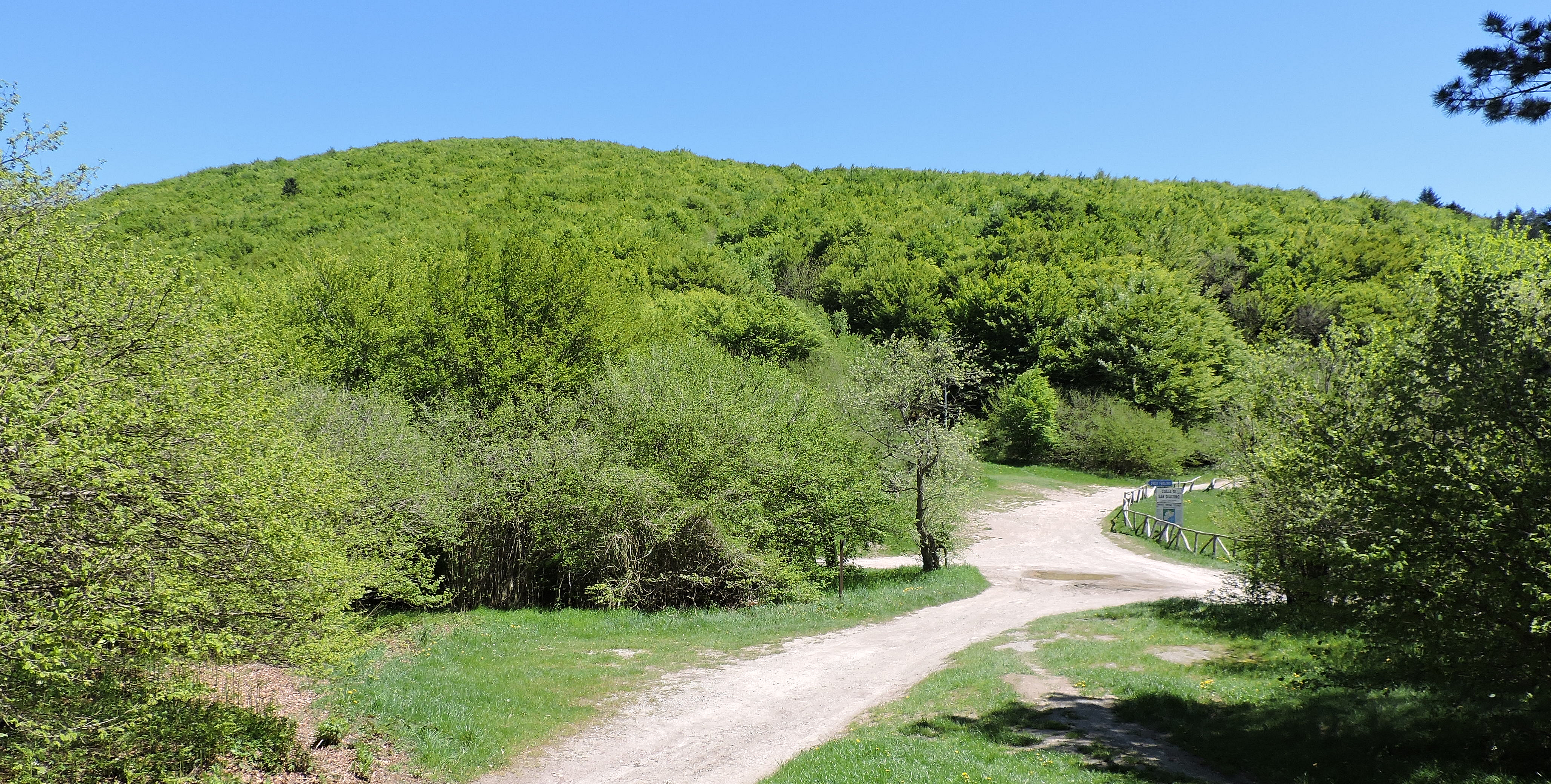
La Colla di San Giacomo e, sullo sfondo, il monte Alto

I principali valichi appartenenti al Gruppo del Monte Settepani sono:
- Bocchetta di Altare (459 m),
- Colla Baltera (795 m),
- Colla di San Giacomo (796 m),
- Colle del Melogno (1027 m).

## Protezione della natura

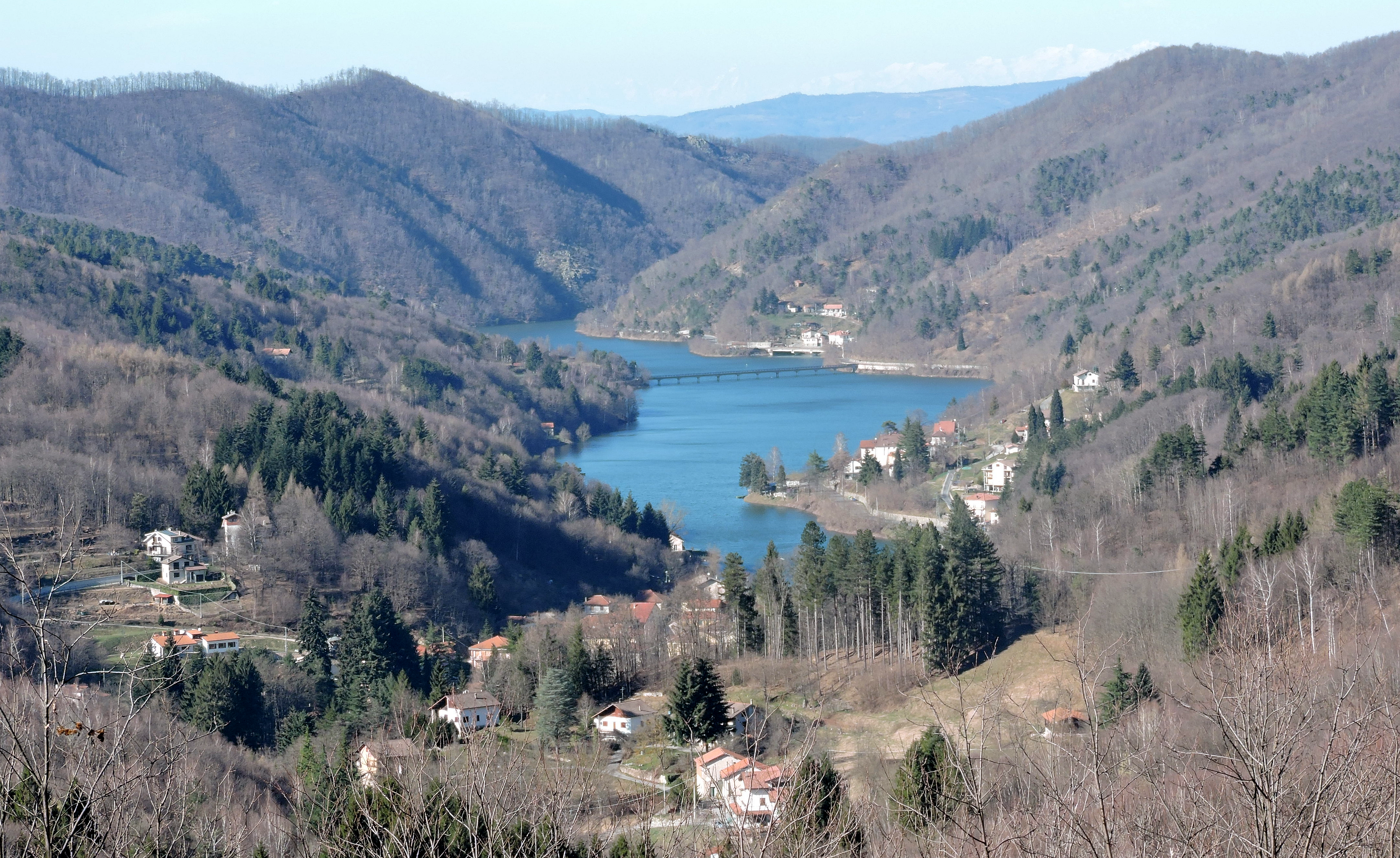
Lago di Osiglia

Alcuni SIC sono presenti all'interno del gruppo alpino:
- Monte Carmo - Monte Settepani (parzialmente incluso);
- Lago di Osiglia;
- Rocca dei Corvi - Mao - Mortou;
- Bric Tana - Bric Mongarda;
- Monte Ciazze Secche.

Interessa inoltre il gruppo anche il Parco naturale regionale di Bric Tana.

### Cartografia
- Cartografia ufficiale italiana dell'Istituto Geografico Militare (IGM) in scala 1:25.000 e 1:100.000, consultabile on line
- Provincia di Savona - Carta turistica ed escursionistica scala 1:50.000
- Carta tecnica regionale su Limiti Amministrativi (Comunali, Provinciali, Regionali) sc. 1:25000, su geoportale.regione.liguria.it, Regione Liguria, 2011.